# Список умерших в 921 году
В этой статье представлен список известных людей, умерших в 921 году.
См. также: Категория:Умершие в 921 году

## Февраль

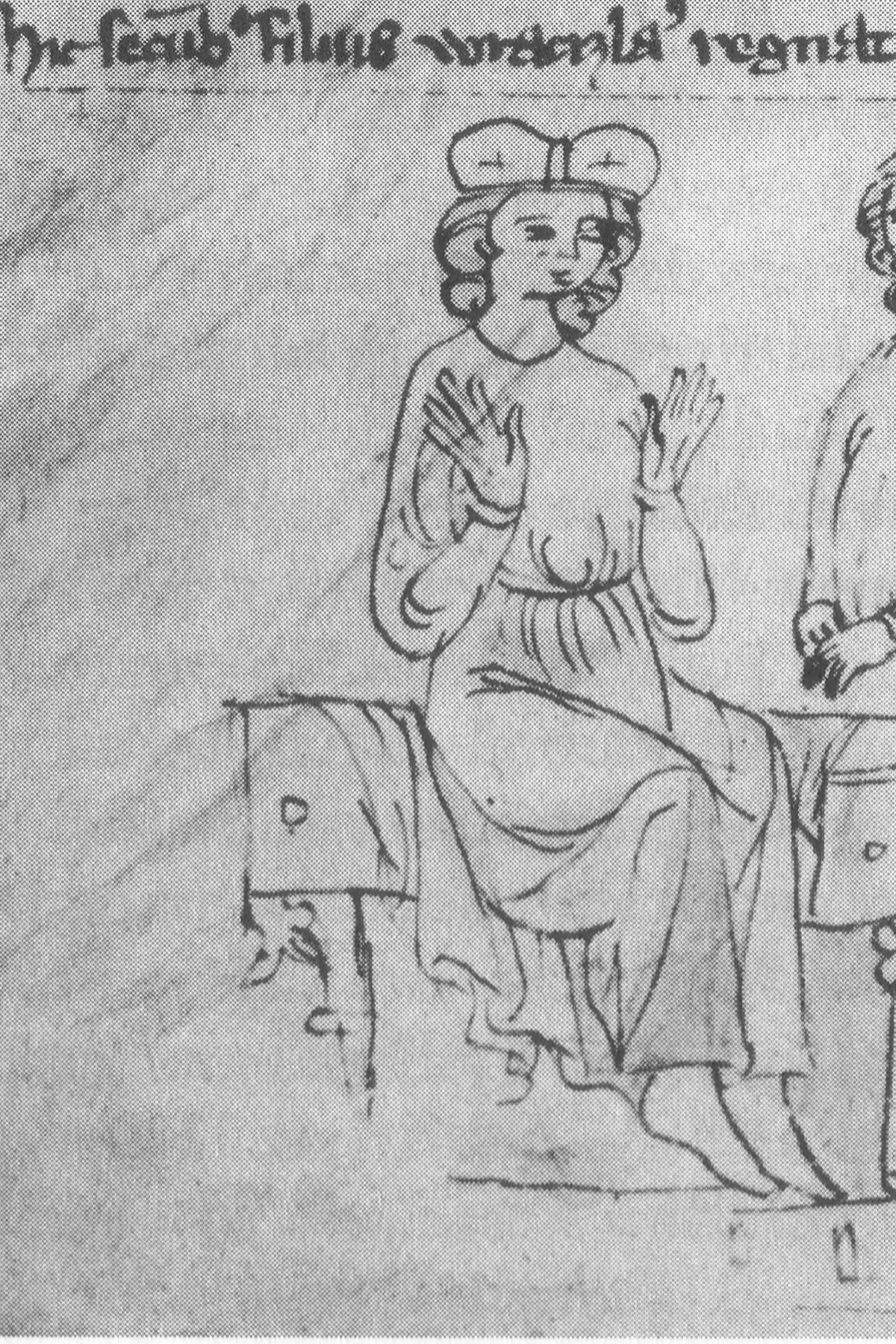
Вратислав I

- 13 февраля — Вратислав I — чешский князь (915—921), отец Вацлава Святого, погиб в битве с мадьярами

## Июнь
- 10 июня — Лю Сюнь[англ.] — главнокомандующий династии Поздняя Лян Эпохи пяти династий и десяти царств в Китае, отравлен по приказу императора Чжу Чжэня

## Июль
- 15 июля — Гариберт Безанский[итал.] — архиепископ Милана (918—921)
- 28 июля — Ирина Хрисовалантская — преподобная, игуменья Хрисовалантского монастыря

## Сентябрь

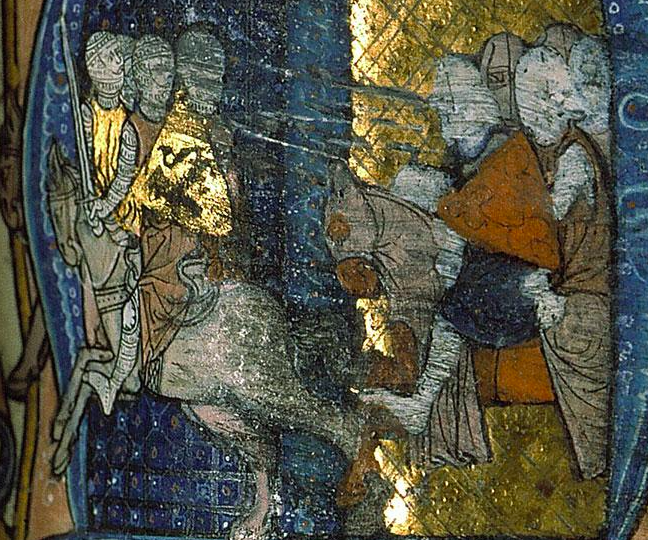
Ришар I Заступник

- 1 сентября — Ришар I Заступник — маркиз и 1-й герцог Бургундии (898—921), граф Отёна (ок. 880/883), граф Невера (888), граф Осера (ок. 888), граф Санса (894/895), граф Труа (894)

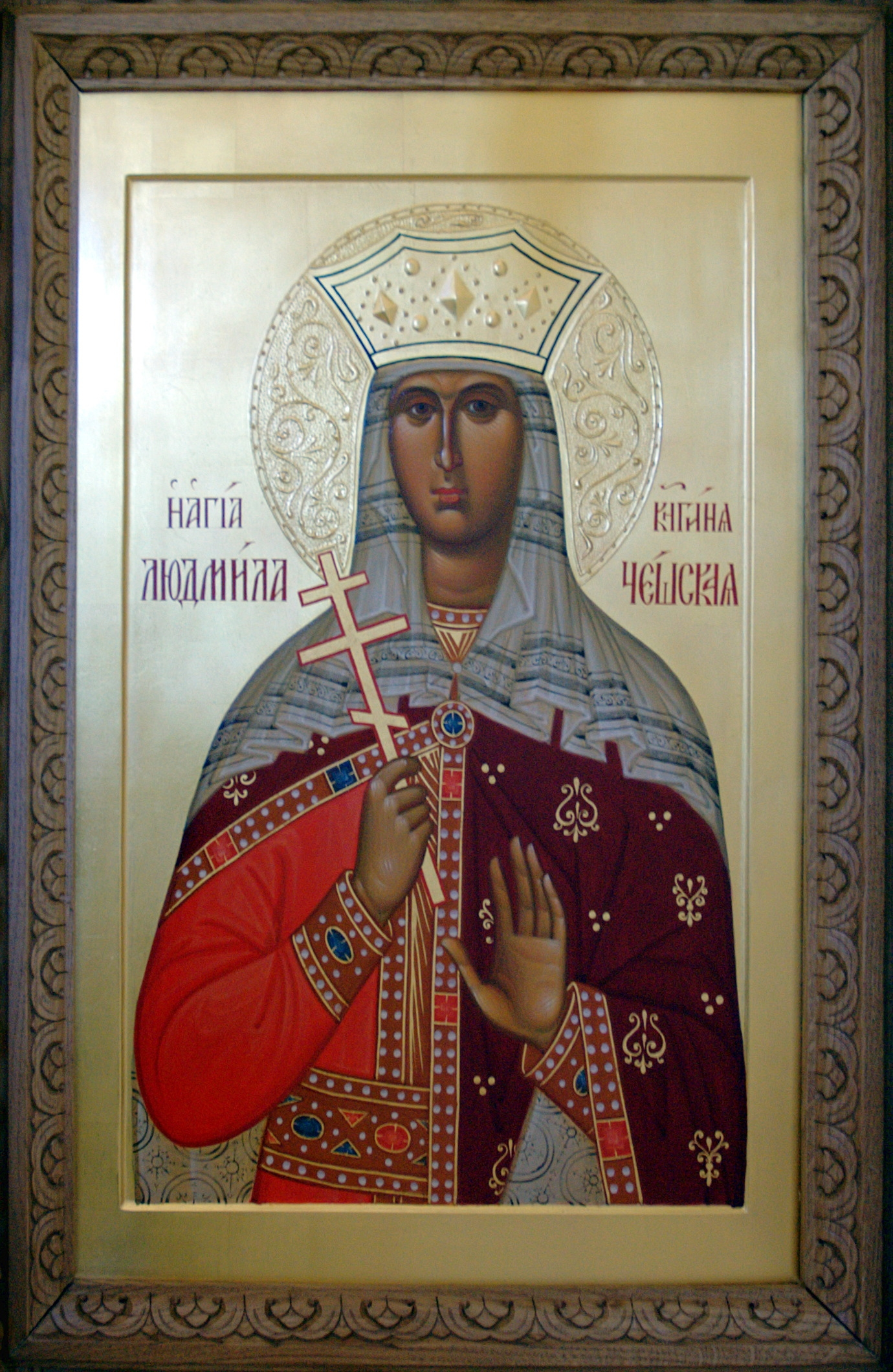
Икона Святой Людмилы

- 15 сентября — Людмила Чешская — жена чешского князя Борживоя I, регент при князе Вацлаве Святом, святая мученица, первая покровительница Чешского государства, убита по наущению невестки Драгомиры

## Точная дата смерти неизвестна

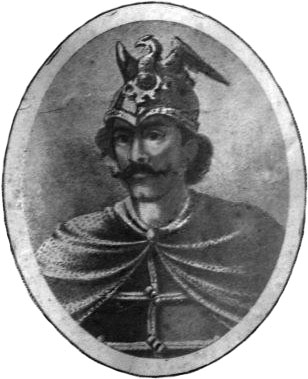
Павле Бранович

- Ван Ронг[англ.] — единственный правитель государства Чжао Эпохи пяти династий и десяти царств (910—921), убит своими солдатами по наущению своего приемного сына Чжана Вэньли
- Ван Чжаоцзу[англ.] — старший сын и наследник правителя государства Чжао Ван Ронга, убит своим приемным братом Чжаном Вэньли

- Дрогон[фр.] — епископ Туля (905—921)

- Лили ибн аль-Нюман[англ.] — второй правитель гилянцев, погиб в бою с Саманидами

- Павле Бранович — великий жупаном Сербии (917—921)
- Попьёнг Кьюнгью[пол.] — один из представителей школы сон-буддизма
- Рагналл Уа Имар — король Уотерфорда (917—921) и Йорка (918—921), норвежский повелитель Северной Англии (Нортумбрии), региона Ирландского моря, включая остров Мэн, Уотерфорд и кратковременно Мунстер
- Харусиндан[англ.] — третий правитель гилянцев (921), убит
- Чжан Вэньли[англ.] — приемный сын правителя государства Чжао Ван Ронга, убит в борьбе с династией Поздняя Тан
- Эльвира Менендес — королева Галисии (910—921), королева Леона (914—921), первая жена короля Ордоньо II Леонского